# 県北運転免許センター
県北運転免許センター（けんぽくうんてんめんきょセンター）は、岩手県警察が管理する運転免許試験場。

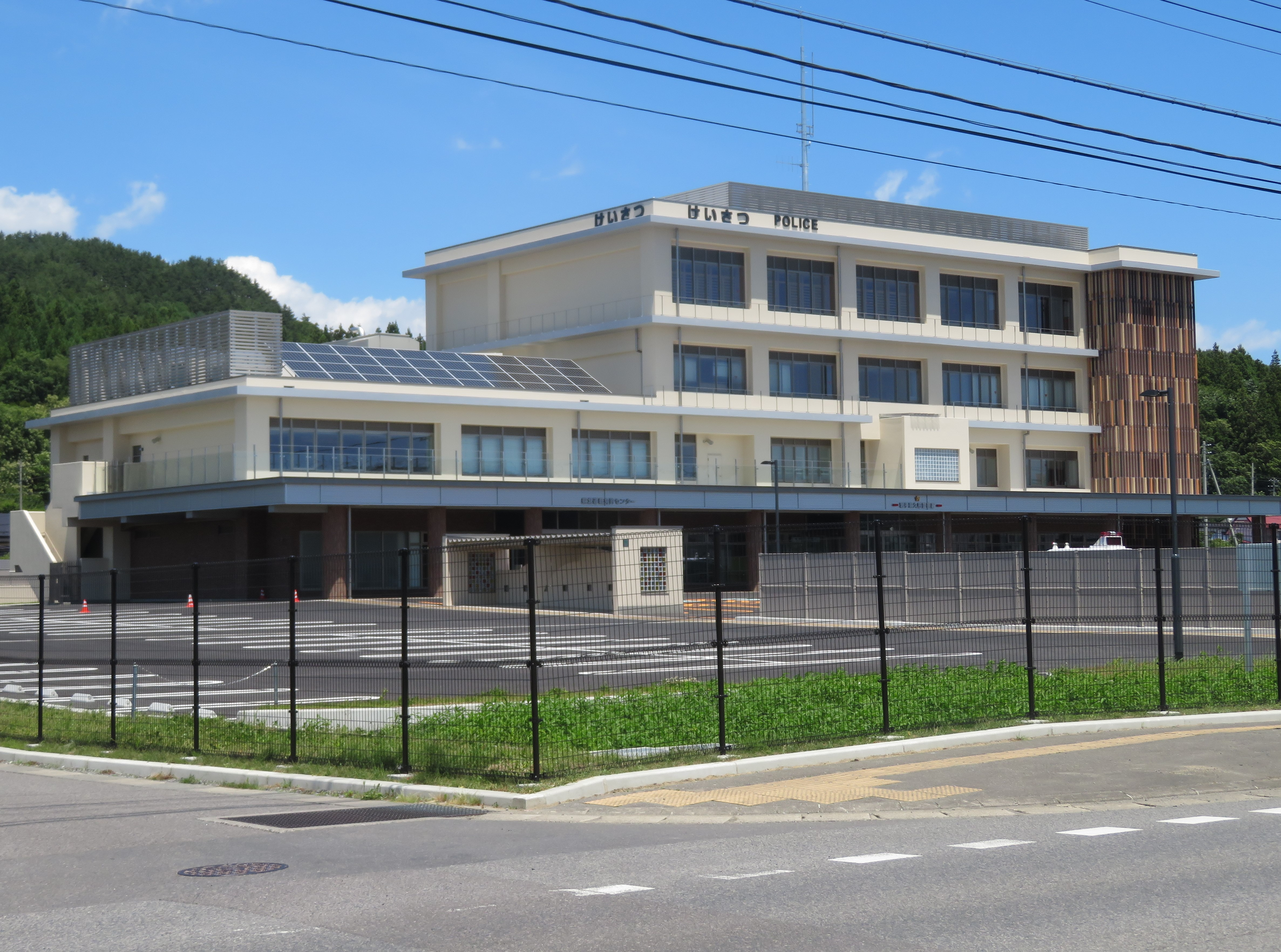
県北運転免許センター(久慈警察署庁舎）

## 所在地
- 久慈市門前第3地割1番地（久慈警察署敷地内）

## 沿革
- 令和4年5月2日 ‐ 庁舎老朽化に伴い、久慈警察署とともに久慈市川崎町2番1号から久慈市門前第3地割1番地に移転し新庁舎で業務を開始する。[1]

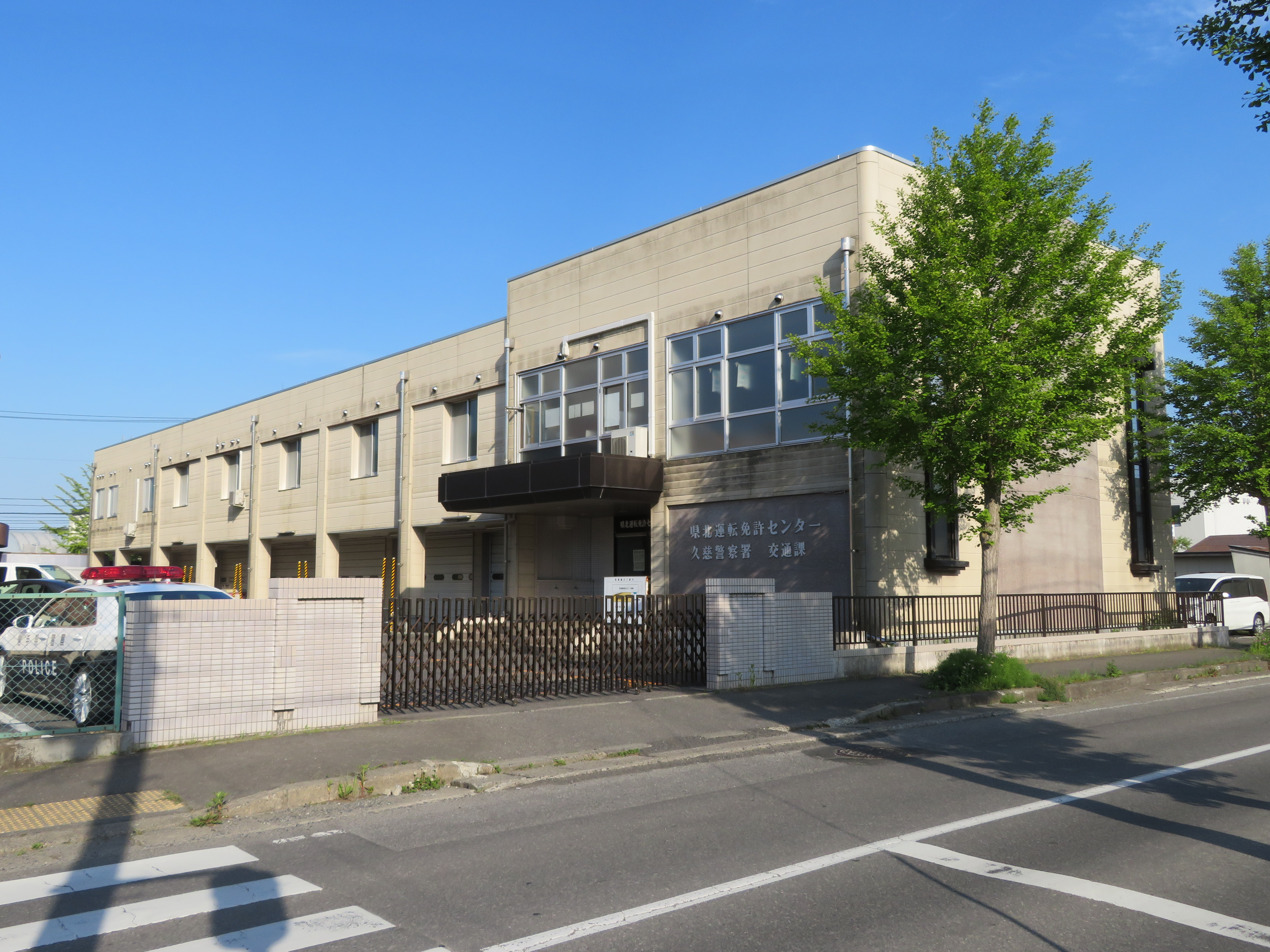
県北運転免許センター（旧庁舎）

## 岩手県内にある運転免許試験場
- 岩手県運転免許試験場（盛岡市）
- 盛岡運転免許センター（盛岡市・盛岡駅西口「アイーナ」1階）
- 県南運転免許センター（胆沢郡金ケ崎町）
- 沿岸運転免許センター（釜石市・釜石警察署敷地内）